# وسام البودي
وسام أبو بكر البودي (6 مارس 1980) هو حارس مرمى ليبي سابق، بدأ ألعب في نادي الشرطة ثم انتقل إلى صفوف نادي أواسط الاتحاد، ثم لعب لنادي الأهلي والمحلة والشط وأولمبي الزاوية، وفي الأخير لعب في صفوف نادي الأهلي بنغازي.

## وصلات خارجية
وسام البودي على موقع كووورة